# 10369 Sinden
10369 Sinden (1995 CE2) là một tiểu hành tinh vành đai chính được phát hiện ngày 8 tháng 2 năm 1995 bởi D. J. Asher ở Siding Spring.